# Celestial (álbum de Isis)
Celestial es el álbum debut de la banda estadounidense de post-metal ISIS, lanzado el año por Escape Artist e Hydra Head Records. Es su tercer lanzamiento y primer álbum de larga duración.
Un año después, Isis lanzó SGNL›05, un EP concebido como una extensión de Celestial; todas las pistas habían sido eliminadas de las sesiones de grabación de este álbum. Aaron Turner describe ambos materiales como “parte de un mismo todo”, separados intencionalmente como un álbum doble, con el fin de no ser demasiado exagerado para los escuchas.
Además de las ediciones tradicionales en formatos CD  y vinilo, el 5 de junio de 2013 Celestial fue lanzado como disco doble junto con su EP "hermano", SGNL>05. También se anunció que Celestial sería relanzado bajo el sello Ipecac Recordings con un nuevo diseño de la portada a cargo de Turner, además de contar con el audio remasterizado por James Plotkin.

## Temática
Turner comenta el concepto del álbum como una lucha contra "erosión de la privacidad gracias a los avances tecnológicos", en un cierta medida similar a su álbum del año 2004 Panopticon; sin embargo, [comenta que] en Celestial {el tema} es tratado de una forma “más primitiva”. Towers are described as ‘thematic’ material by Decibel's Joe Gross.

## Recepción
Celestial fue nombrado como el mejor disco de metal #53 de la década por Decibel, comentando que "es visto como un disco de transición entre los primeros trabajos de la banda y un referente del post-metal como Oceanic, pero Celestial sostiene de maneras diferentes a su trabajo posterior [...] los elementos que hacen grandioso al sus álbumes están presentes, pero más crudos, más directos."" Rock Sound lo colocó en el puesto  #3 en su conteo de álbumes de 2001. William York, quien escribie allmusic, describió el álbum como el mejor de Isis, y argumenta que el disco debe ser escuchado "a su tiempo” – lo que permitirá desarrollar un sentimiento “casi épico”.

## Lista de canciones
Todas las canciones escritas y compuestas por Isis. 
| N.º | Título                                           | Duración |  |
| 1.  | «SGNL>01»                                        | 0:55     |  |
| 2.  | «Celestial (The Tower)»                          | 9:42     |  |
| 3.  | «Glisten»                                        | 6:35     |  |
| 4.  | «Swarm Reigns (Down)»                            | 6:02     |  |
| 5.  | «SGNL>02»                                        | 0:51     |  |
| 6.  | «Deconstructing Towers»                          | 7:30     |  |
| 7.  | «SGNL>03»                                        | 0:35     |  |
| 8.  | «Collapse and Crush»                             | 5:55     |  |
| 9.  | «C.F.T. (New Circuitry and Continued Evolution)» | 5:43     |  |
| 10. | «Gentle Time»                                    | 7:02     |  |
| 11. | «SGNL>04 (End Transmission)»                     | 1:07     |  |

## Créditos
Integrantes
- Jeff Caxide – bajo
- Aaron Harris – batería
- Michael Gallagher – guitarra
- Bryant Clifford Meyer – electrónica, guitarras, voz en "Gentle Time"
- Aaron Turner – voz, guitarra, arte y diseño gráfico

Personal adicional
- Matt Bayles – producción, grabación y mezclas de audio
- Jason Hellmann – imágenes fijas de vídeo
- Dave Merullo – ingeniería y masterización de audio